# باربن
باربن (به اسپانیایی: Barbens) یک منطقهٔ مسکونی در اسپانیا است که در پلا د اورگل واقع شده‌است. باربن ۷٫۶ کیلومتر مربع مساحت دارد ۲۸۳ متر بالاتر از سطح دریا واقع شده‌است.